# Parafia św. Wawrzyńca w Wonieściu
Parafia Świętego Wawrzyńca w Wonieściu – parafia rzymskokatolicka, znajdująca się w archidiecezji poznańskiej, w dekanacie śmigielskim. 